# 青海警官职业学院
青海警官职业学院是位於中華人民共和国青海省西宁市的公办高校。前身为青海省人民警察学校和青海省司法警官学校，2000年3月两校合并组建青海政法高等专科学校，2001年9月更名为青海警官职业学院。